# ジャコヴァ郡

ジャコヴァ郡 / ジャコヴィツァ郡
Rajoni i Gjakovës
Ђаковички округ
Đakovički okrug

ジャコヴァ郡（ジャコヴァぐん、アルバニア語:Rajoni i Gjakovës）、またはジャコヴィツァ郡（ジャコヴィツァぐん、セルビア語:Ђаковички округ / Đakovički okrug）は、コソボの郡。郡都はジャコヴァ / ジャコヴィツァ。

## 基礎自治体
ジャコヴァ郡 / ジャコヴィツァ郡には、4つの基礎自治体がある。
- ジャコヴァ / ジャコヴィツァ
- デチャン / デチャニ
- ラホヴェツ / オラホヴァツ
- ユニク